# 弋横暴动
弋横暴动，也称为弋横起义，是1927年12月10日中国共产党在江西省弋阳和横峰两县组织的一次武装暴动，其领导人是方敏、黄道、邵式平、吴先民等。
弋横暴动并没有正式的暴动计划，而是偶然发生的，因为当天有四个税警征税时触怒了当地居民造成反抗。方志敏由此决定举事。1928年春，朱培德派军收复弋阳和横峰，方志敏带其部退入山区并开始组织正规军，建立了“土地革命军第二军第二师第十四团一营一连”。1928年6月26日土地革命军再次攻克弋阳，改其名称为“江西红军独立第五团”，9月重新占领横峰，开始建立赣东北革命根据地。